# Kościół św. Mikołaja Biskupa i Dobrego Pasterza w Ślesinie
Kościół Świętego Mikołaja Biskupa i Dobrego Pasterza w Ślesinie – rzymskokatolicki kościół parafialny w mieście Ślesin. Mieści się przy ulicy Kościelnej.
Został wybudowany w latach 1907–1910 w stylu neogotyckim, na miejscu starszego gotyckiego z 1604 roku, konsekrowany w 1910. Świątynia jednonawowa z prezbiterium, wieżą i dwiema kaplicami. Posiada dach dwuspadowy. Ze starszego wyposażenia posiada późnobarokowy obraz św. Mikołaja Biskupa z końca XVIII wieku, znajdujący się w ołtarzu bocznym. Ołtarz główny, ambona i oświetlenie pochodzą z 1995. W 1997 wykonano nową polichromię i złocenia ołtarzy bocznych i kaplic. Witraże zostały zamontowane w 1999.